# Ganzenvoetdwergspanner
De ganzenvoetdwergspanner (Eupithecia sinuosaria) is een nachtvlinder uit de familie van de spanners, de Geometridae.

## Kenmerken
De voorvleugellengte bedraagt tussen de 10 en 12 millimeter. De basiskleur van de voorvleugel is licht grijsbruin. Opvallend is de middenband over de voorvleugel, die aan de buitenkant uit bogen bestaat en aan de binnenkant een scherpe hoek maakt vlak bij de buitenrand. De wetenschappelijke naam sinuosaria verwijst naar de krommingen in deze middenband ("sinuosus" is Latijn voor "vol krommingen").

## Waardplanten
De silenedwergspanner gebruikt melde en ganzenvoet als waardplanten. De rups is te vinden van juli tot september, en eet vooral van de bloemen. De soort overwintert als pop.

## Voorkomen
De soort komt oorspronkelijk voor in Oost-Azië maar heeft haar arsenaal uitgebreid naar het westen tot Centraal-Europa. Uit Nederland is één waarneming bekend uit 1953. De soort vliegt van juni tot augustus.